# Voudenay
Voudenay är en kommun i departementet Côte-d'Or i regionen Bourgogne-Franche-Comté i östra Frankrike. Kommunen ligger i kantonen Arnay-le-Duc som tillhör arrondissementet Beaune. År 2022 hade Voudenay 193 invånare.

## Befolkningsutveckling
Antalet invånare i kommunen Voudenay
Referens:INSEE